# Christina Jensen
Christina Jensen (* 21. Januar 1974) ist eine ehemalige dänische Fußballspielerin.

## Karriere

### Vereine
Jensen begann auf der Insel Seeland beim in Ringsted ansässigen Ringsted Idrætsforening mit dem Fußballspielen und war dort bis 1993 als Torhüterin aktiv. Im Seniorinnenbereich kam sie in der Spielzeit 1994 für den Boldklubben 1909 in der Elitedivision, der seinerzeit höchsten Spielklasse im dänischen Frauenfußball, zum Einsatz. Anschließend war sie vier Jahre lang für den Ligakonkurrenten Odense BK aktiv, mit dem sie mit dem 4:3-Sieg über Fortuna Hjørring im Finale um den Vereinspokal im heimischen Odense Stadion ihren einzigen Titel gewann. Beim ihrem letzten Verein Rødovre Boldklub begann sie in der Spielzeit 1999.

### Nationalmannschaft
Jensen debütierte als Nationalspielerin in der U21-Nationalmannschaft als Einwechselspielerin für Anne Dot Eggers Nielsen in einem Freundschaftsspiel gegen die U21-Nationalmannschaft Norwegens, das am 20. März 1993 in Bergen mit 1:2 verloren wurde. Ein weiteres wurde am 29. März 1994 in Warendorf mit 1:4 gegen die U21-Nationalmannschaft Deutschlands verloren. Fünf weitere Länderspiele wurden mit zwei und drei Einsätzen in den Jahren 1993 und 1994 in den Turnieren um den Alter entsprechenden Nordic-Cup bestritten. Zur Überraschung ihrer Mitspielerinnen gelang ihr am 7. August 1993 beim 2:1-Sieg über die U21-Nationalmannschaft Finnlands in Ishøj im zweiten Turnierspiel ein Länderspieltor.
Für die A-Nationalmannschaft bestritt sie elf Länderspiele. Dazu zählen sieben in den Turnieren um den Algarve-Cup (1995 (1; zugleich Debüt), 1997 (3), 1998 (1), 1999 (2), das fünfte Spiel der WM-Qualifikationsgruppe 4 in der Klasse A beim 7:0-Sieg über die Nationalmannschaft Portugals am 16. Mai 1998 in Angra do Heroísmo auf den Azoren, das am 25. Juli 1998 im Rahmen der Goodwill Games in Hempstead im Stadion der Hofstra University auf Long Island mit 0:5 verlorene Spiel gegen die US-amerikanische Nationalmannschaft sowie zwei in Freundschaft ausgetragene Länderspiele. Das am 11. Juni 1996 in Chatonaye gegen die Schweizer Nationalmannschaft wurde mit 5:1 gewonnen, das am 22. April 1999 in Saarbrücken gegen die Nationalmannschaft Deutschlands hingegen mit 1:3 verloren; es war zugleich ihr letztes Spiel als Nationalspielerin für die DBU.

## Erfolge
Nationalmannschaft
- Algarve-Cup-Finalist 1995, 1998

Odense BK
- Dänischer Pokal-Sieger 1998